# Wir sind der Osten
Wir sind der Osten ist eine Initiative mit dem Ziel, die Vielfalt Ostdeutschlands im 1990  wiedervereinigten Deutschland in einer Vielfalt von Einzelbiografien zur Geltung zu bringen. Das Projekt wurde 2019 von Melanie Schmidt und Christian Bollert initiiert.
„Auf wirsindderosten.de erzählen Ostdeutsche, wie sie die Wiedervereinigung geprägt hat. Sie zeichnen ein differenziertes Bild von Ostdeutschland und blicken in die Zukunft.“ Im Jahr 2020 wurde die Initiative von der Bundeszentrale für politische Bildung mit dem Einheitspreis bzw. Bürgerpreis zur deutschen Einheit ausgezeichnet. Beim Smart Hero Award belegte sie 2021 den 1. Platz in der Kategorie „Demokratisch Gestalten“.